# Samantha Witteman
Samantha Lynn Witteman (Redondo Beach, 26 februari 1994) is een Amerikaans voetbalspeelster.

## Statistieken
| Seizoen | Club                   | Land      | Competitie | Wedstrijden | Doelpunten |
| ------- | ---------------------- | --------- | ---------- | ----------- | ---------- |
| 2016    | Orlando Pride          | USA       | NWSL       | 16          | 0          |
| 2017    | North Carolina Courage | USA       | NWSL       | 12          | 0          |
| 2017/18 | PSV                    | Nederland | Eredivisie | 11          | 1          |
| Totaal  | Totaal                 | Totaal    | Totaal     | 39          | 1          |

Laatste update: september 2020

## Interlands
In februari 2016 speelde Witteman met USA O23 op de Istria Cup.